# Мужская сборная Болгарии по хоккею на траве
Мужская сборная Болгарии по хоккею на траве — мужская сборная по хоккею на траве, представляющая Болгарию на международной арене. Управляющим органом сборной выступает Федерация хоккея на траве Болгарии (болг. Българска федерация по хокей на трева, англ. Bulgarian Hockey Federation).

Сборная занимает (по состоянию на 1 января 2015) 55-е место в рейтинге Международной федерации хоккея на траве (FIH).

## Результаты выступлений

### EuroHockey Nations Challenge
- 2007 Challenge II — 6-е место
- 2009 Challenge II —
- 2011 Challenge II —
- 2013 Challenge II —

### Мировая лига по хоккею на траве
- 2012/13 — не участвовали
- 2014/15 — ? место (выбыли в 1-м раунде)